# Belma Šmrković
Belma Šmrković (ur. 14 sierpnia 1990 w Sjenicy) – serbska biegaczka narciarska. Jest członkiem klubu narciarskiego Jelanak Tit. Ukończyła liceum Sjenicy. Od 2009 roku uczęszcza na Wydział Matematyki i Fizyki na Wydziale Matematycznym w Uniwersytecie Stanowym w Novym Pazarze. Narciarstwo zaczęła ćwiczyć w 1999 roku. Pierwszym trenerem był jej ojciec Adnan Šmrković. Brała udział w Zimowych Igrzyskach Olimpijskich 2010 w Vancouver. Startowała w dyscyplinie narciarstwa biegowego na 10 km stylem dowolnym i zajęła ostatnie 77. miejsce.
Jej brat Rejhan również uprawia biegi narciarskie.

## Osiągnięcia sportowe

### Igrzyska olimpijskie
| Miejsce | Dzień     | Rok  | Miejscowość | Konkurencja           | Czas biegu  | Strata       | Zwycięzca       |
| ------- | --------- | ---- | ----------- | --------------------- | ----------- | ------------ | --------------- |
| 77.     | 15 lutego | 2010 | Whistler    | 10 km stylem dowolnym | 24:58,4 min | +10:49,0 min | Charlotte Kalla |

### Mistrzostwa świata
| Miejsce | Dzień     | Rok  | Miejscowość   | Konkurencja            | Czas biegu | Strata | Zwycięzca      |
| ------- | --------- | ---- | ------------- | ---------------------- | ---------- | ------ | -------------- |
| 90.     | 24 lutego | 2009 | Liberec       | Sprint stylem dowolnym | –          | –      | Arianna Follis |
| 97.     | 26 lutego | 2013 | Val di Fiemme | 10 km stylem dowolnym  | –          | –      | Arianna Follis |

### Olimpijski festiwal młodzieży Europy
| Miejsce | Dzień     | Rok  | Miejscowość | Konkurencja           | Czas biegu  | Strata      | Zwyciężczyni         |
| ------- | --------- | ---- | ----------- | --------------------- | ----------- | ----------- | -------------------- |
| 71.     | 22 lutego | 2007 | Jaca        | 10 km stylem dowolnym | 21:41,2 min | +6:05,2 min | Marthe Kristoffersen |